# Evenimentul zilei
Evenimentul zilei (EVZ, în trecut cunoscut și ca „Bulina roșie”) este un cotidian românesc de circulație națională publicat de Editura Evenimentul și Capital.
Acționarul majoritar al firmei care editează ziarul este omul de afaceri Bobby Păunescu.
Fondat în 1992 de Mihai Cârciog, Cornel Nistorescu și Ion Cristoiu, EVZ a revoluționat piața media din România, atingând sub conducerea editorială a lui Ion Cristoiu cifre de vânzări neegalate până în prezent de vreun cotidian central.
Subiectele populare, un format de prezentare a știrilor preluat din presa interbelică și poziționarea editorială anti-putere i-au adus Evenimentului zilei, în primii ani de la înființare, sute de mii de cititori și renumele de publicație critică la adresa puterii postcomuniste. 
În 1997, după despărțirea de Ion Cristoiu și după șocul provocat de câteva valuri succesive de plecări, noua redacție a fost preluată de Cornel Nistorescu (director) și Sorin Tapai (redactor-șef), iar ziarul s-a repoziționat editorial, renunțând treptat la abordările de tip popular și poziționându-se pe piața media ca un ziar quality.
Cumpărat în 1998 de trustul german de presă Gruner&Jahr, vândut apoi în 2003 către trustul elvețian Ringier, EVZ a fost preluat în februarie 2010 de omul de afaceri Bobby Păunescu, ale cărui investiții în zona media mai cuprind o televiziune (B1 TV), un săptămânal economic (Capital) și o serie de publicații locale.
În 2011, Bobby Păunescu a vândut 90 % din acțiuni către Dan Andronic, fost jurnalist la acest cotidian și consultant politic.
Trecut recent de la formatul berliner la cel compact, EVZ mai păstrează puține legături cu ziarul inventat de Ion Cristoiu.
Cea mai pregnantă moștenire rămâne brandul EVZ, probabil cel mai influent din media autohtonă postdecembristă.
Cu o producție editorială situată în zona premium, cotidianul se adresează unui public urban și educat.
Ediția online a ziarului a cunoscut o dezvoltare accelerată în ultimii ani, fiind în prezent una dintre cele mai accesate pagini de internet din mass-media românească.
Pe 11 octombrie 2010, Evenimentul zilei a ajuns la 6.000 de numere.

## Istoric
Primul număr din Evenimentul zilei a apărut pe 22 iunie 1992 în format broadsheet, producând un impact instantaneu pe piața cotidienelor. Rapid, EVZ a ajuns la un tiraj de aproximativ 850.000 de exemplare.
În 1993, ziarul a înregistrat și cea mai mare medie de exemplare vândute pe zi - în jur de 675.000 de bucăți.
La vremea respectivă, EVZ apărea în trei ediții: prima - națională, a doua - destinată publicului bucureștean și zonelor limitrofe Capitalei, a treia - Evenimentul de prânz ("Bulina albastră").
Ritmul editorial, care asigura 24 de ore din 24 acoperirea informațională, a transformat cotidianul într-o "uzină de presă".
De altfel, mulți dintre ziariștii care activează astăzi în media românească au trecut la un moment dat prin redacția EVZ.
Imbatabil pe segmentul "vânzări la tarabă", EVZ era deficitar însă la capitolul publicitate, din cauza aversiunii lui Ion Cristoiu față de astfel de inserturi, pe care le considera dăunătoare pentru echidistanța ziarului.
Pe fondul tensiunilor iscate între conducerea editorială a cotidianului și administratorii săi, Ion Cristoiu părăsește EVZ în februarie 1997, iar locul său este luat de Cornel Nistorescu.

### Perioada Cristoiu

Celebra știre senzațională

În anii de început a jurnalismului românesc de după Revoluția din 1989 multe din știrile din Evenimentul zilei (chiar și cele serioase) erau de fapt inventate. Formatul ziarului de la acea vreme era tabloid cu povești despre violuri sau scandaluri în minoritățile de țigani (cazul Hădăreni).
Totuși articolul cu cel mai mare răsunet din această serie a fost cel despre găina care a născut puii vii. În numărul 390 din Evenimentul zilei (2 octombrie 1993) ziarul își informa cititorii: „Marți, 28 septembrie a.c. în curtea gospodinei Sevastița M., aflată în strada Vatra din Pașcani, județul Iași s-a întâmplat un miracol: o găină a născut doi puii vii, unul fără un picior și altul fără o aripă”, articol scris de Cătălin Ștefănescu. Totodată, Evenimentul zilei relata că găina fusese programată pentru tăiere din cauză ca nu se ma ouase în ultimele 3 luni, dar când a văzut minunea bâtrâna s-a hotărât s-o cruțe pe găină .
După apariția articolului ziarele România liberă, Ora și România Mare au acuzat Evenimentul zilei de minciună. România liberă titra :„Sevastița nu există, galinaceele, nici atât” citându-l pe veterinarul-șef din Pașcani, Ion Bârsan, că nașterea de pui este doar atributul mamiferelor și că locuitorii de pe strada cu găina născătoare de pui vii nu cunosc nicio Sevastița în viață . Ulterior, Evenimentul zilei a revenit cu poze ale găinii și ale proprietarei acesteia, acuzându-i pe cei care i-au criticat de invidie: „Motivele atacului le cunoaștem. Unul dintre ele este invidia unor ziariști lipsiți de talent, care privesc chiorâș succesul ziarului nostru. Din fericire pentru cititorii noștri și pentru noi, nu mor caii când vor câinii” . La aproximativ o lună după apariția articolului Evenimentul zilei titra „Stăpâna găinii care a născut pui vii a ars de vie în propria casă”, cu mențiunea că „cu o lună înainte de a muri bătrâna a fost terorizată psihic de reporterii României libere și ai unui post de televiziune necunoscut, care vroiau cu orice preț să o determine să declare că ziarul nostru a mințit” . Cătălin Mihuleac, unul dintre ziariștii care a scris articole la Evenimentul zilei în seria cu găina care a născut pui vii a declarat că articolul a apărut din cauza presiunilor redactorului-șef de atunci, Ion Cristoiu care le cerea redactorilor în fiecare zi ca până la ora 14 să aibă 3 articole publicate, în caz contrar primind amenzi usturătoare .

### 1997 - 2004
Ziarul intra într-o nouă epocă, distanțându-se de abordările tip popular din perioada Cristoiu și adoptând un ton mai echilibrat.
În 1998, trustul Expres, care edita EVZ, decidea o majorare de capital a societății, iar grupul german de presă Gruner&Jahr prelua 50% din acțiuni.
Intrarea ziarului pe orbita unui tipar occidental de a face presa s-a resimțit însă în vânzări – la începutul anilor 2000, circulația zilnică a EVZ se situa la aproximativ 105.000 de exemplare vândute.

### După 2004
În 2004, după ce Gruner&Jahr a decis să-și retragă operațiunile de pe piața românească, ziarul a fost cumpărat de trustul elvețian Ringier, care a transformat ziarul într-un tabloid.
Drept urmare, Cornel Nistorescu a părăsit redacția. Au urmat o perioadă tulbure, cu demisii în bloc, un conflict deschis între noii proprietari și redacție și plecarea redactorului-șef Dan Turturică. Numărul de exemplare vândute a scăzut cu 40% de la o medie de 100.000 de mii de ziare pe zi. Stabilizarea s-a produs după instalarea la conducerea editorială a lui Răzvan Ionescu, rămas în funcție până în martie 2008.
Din toamna lui 2008, redactorul-șef al EVZ este Vlad Macovei. În prezent, după etapele succesive care au transformat ziarul popular de odinioară, Evenimentul Zilei se situează în zona premium și încearcă să răspundă nevoilor unei Românii moderne și progresiste. Acest tip de abordare, dublată de apetitul tot mai scăzut al publicului pentru producția tipărită și explozia internetului, s-a resimțit în tiraje și audiență. Pierderile din zona printului au fost suplinite, parțial, de o creștere exponențială a audienței online.

## Suplimente și ediții regionale
Evenimentul Zilei a deținut în trecut mai multe ediții regionale, dar la data de 14 ianuarie 2008, le-a închis pe cele din Timișoara, Cluj și Iași, păstrând totuși ediția de București.
Ediția de Transilvania avea 50.000 de cititori pe ediție.
EvZ de Transilvania acoperea nouă județe, iar echipa editorială avea cinci jurnaliști la sediul central de la Cluj și 12 corespondenți județeni.
Trustul Ringier a mai deținut timp de un an, între 1998 și 1999, un cotidian local la Cluj-Napoca, Ziarul de Cluj, închis din cauza neîndeplinirii planului de afaceri impus de către patronatul elvețian.
În momentul închiderii, la un an de la inaugurare, publicația avea un tiraj de 6.000 de exemplare.
În perioada 26 mai 2002 - 7 februarie 2010, ziarul a avut și o ediție de duminică, care a apărut în 390 de numere.

## Conducerea
Redactorii șefi ai Evenimentul zilei:
- Răzvan Ionescu: decembrie 2004 - 6 martie 2008[16]
- Horia Ghibuțiu: 3 iunie 2008 - 30 august 2008[17][18]
- Vlad Macovei: 30 august 2008 - 16 ianuarie 2013
- Simona Ionescu- ianuarie 2013-prezent